# Республика Сале
Республика Сале́ — государство XVII века на марокканском побережье. Город-государство и порт, бывший независимым с 1627 по 1668 годы. Располагался в устье реки Бу-Регрег.

## История

### Начала республики

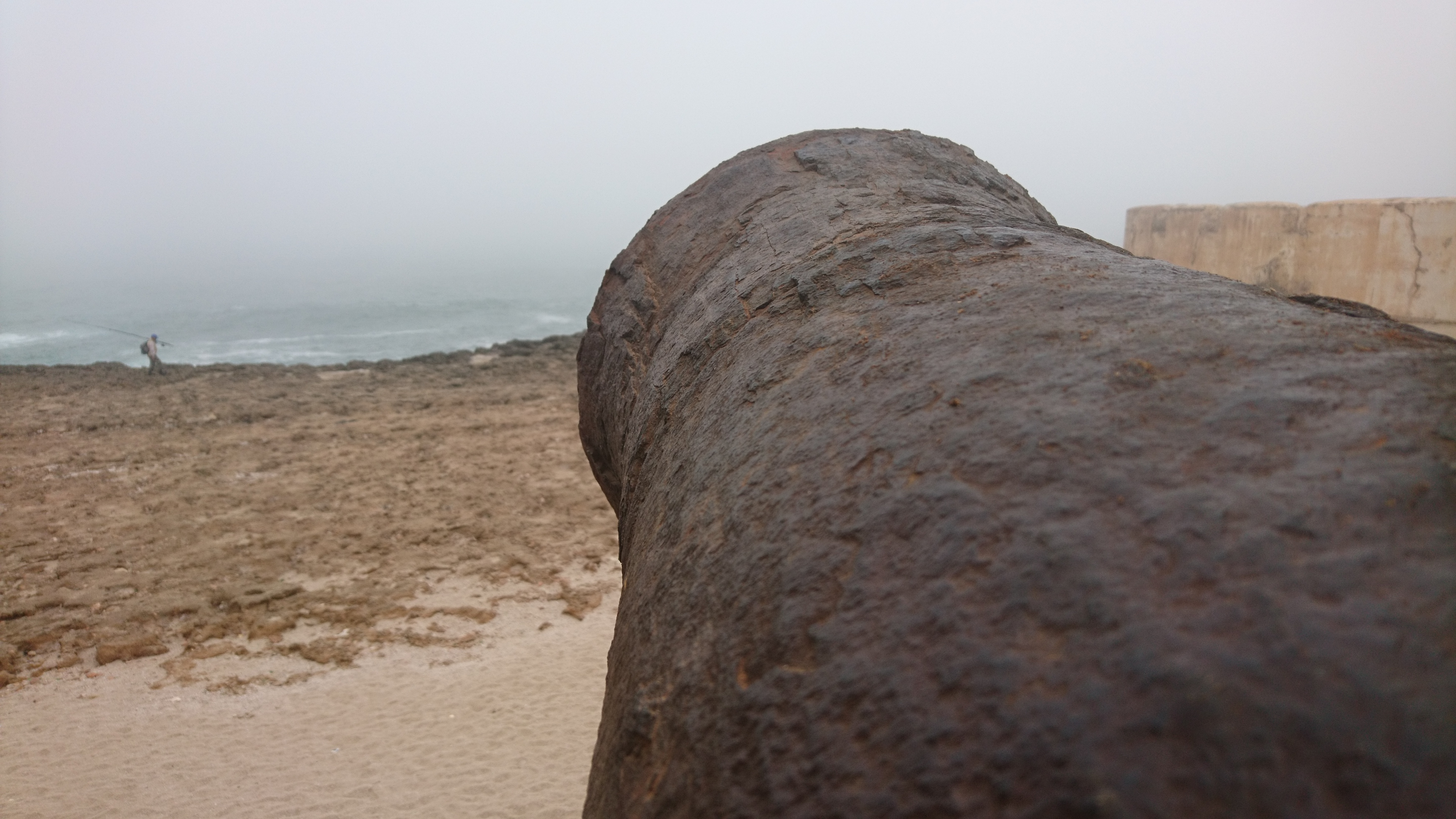
Пушка времён республики. Сале, Марокко

Помимо собственно Сале́ (или «Старого Сале»), в состав государства входили также Рабат («Новый Сале») и Касба. Последние два поселения, расположенные на левом берегу р. Бурегрег, после 1610 года испытали мощное влияние беженцев из Испании — морисков. Сам термин «Сале» в те времена служил для названия сообщества, образованного тремя городами и получившего политическое признание европейских держав. В старом квартале современного Рабата до сегодняшнего дня сохранилась «Улица Консулов», где прежде размещались дипломатические представительства Англии, Франции и Нидерландов.
Колония выходцев из Орначоса (орначерос) появилась в окрестностях Сале ещё во второй половине XVI века. Поселенцы обосновались на развалинах Касбы, лежавшей на левом берегу реки Бурегрег. Уроженцы Эстремадуры, эти мусульмане, в основном, сохранили верность арабскому языку. Ещё до издания декретов об изгнании морисков им удалось вывезти своё имущество из Испании. Благодаря своему богатству и влиянию в местном обществе орначерос играли ведущую роль в политике региона вплоть до 1630 года.
Причинами второй волны иммиграции стали указы Филиппа III (1609—1610 гг.), обязавшие каждого жителя Испании, когда-либо исповедовавшего ислам (даже и «обращённых» мусульман, ставших католиками), «немедленно покинуть страну». Общая численность беженцев в Марокко достигла 40 тысяч человек; значительная их часть оказалась в Сале. Вновь прибывшие, будучи выходцами из Андалусии, говорили по-испански и, в отличие от своих предшественников, вынуждены были селиться у подножия Касбы.
Всего за несколько лет левый берег р. Бурегрег превратился в оплот моряков разных национальностей.Один голландский капитан в 1617 году так описывал развитие местного флота:

«Всего лишь год назад мавры Сале не имели кораблей. Теперь же у них в море четыре корабля. Они станут очень сильными, если против них не предпринять никаких мер».
— Р. Г. Ланда. Мориски в Магрибе (журнал «Вопросы истории», № 3, 1997).
Исключительное влияние в молодой республике приобрёл корсар голландского происхождения Ян Янсон, известный также под именем Мурат-реис.